# 唐氏頰長頜魚
唐氏頰長頜魚，為輻鰭魚綱骨舌魚目象鼻魚科的其中一種。分布於非洲剛果河流域，棲息於水底，具有發電器官，用來偵測獵物，體長可達45公分。

## 外部連結
- 唐氏頰長頜魚的圖片（页面存档备份，存于）